# Салаватская ТЭЦ
Салаватская ТЭЦ — теплоэлектроцентраль, расположенная в городе Салавате Республики Башкортостан. Строилась для обеспечения энергоресурсами Салаватского нефтехимкомбината и небольшого рабочего поселка, который впоследствии «перерос» в город Салават. Входит в состав ООО «Башкирская генерирующая компания».

## История
Строительство Салаватской ТЭЦ началось в 1948 году в непосредственно близости от Салаватского нефтехимкомбината. В 1953 году была введена в эксплуатацию первая очередь теплоэлектроцентрали мощностью 50 МВт. В 1971 году была достигнута электрическая мощность 264 МВт, тепловая — 1130 Гкал/ч.

## Описание
Предприятие отпускает электрическую энергию, а также тепловую энергию в паре и в горячей воде на нужды отопления.
По заверению начальника турбинного цеха Александра Логинова, на ТЭЦ используется артезианская вода.
Основным видом топлива на ТЭЦ является природный газ.
Установленная электрическая мощность на 1 января 2011 года составляла 245 МВт, тепловая — 1027 Гкал/ч.
В 2010 году Салаватская ТЭЦ выработала 823,0 млн кВт·ч электрической энергии, что составляет 3,3 % от выработки электрической энергии на территории Республики Башкортостан. Коэффициент использования установленной электрической мощности составил в 2010 году 38,8 %. Отпуск тепловой энергии в том же году составил 1583 тыс. Гкал.
На ТЭЦ установлено:
- семь паровых котлов:
  - № 5, № 9, № 11 и № 12 типа Е-230-100ГМ производительностью 230 т/ч 1954, 1954, 1958 и 1959 года ввода в эксплуатацию соответственно;
  - № 13, № 14 и № 15 типа Е-220-100ГМ производительностью 220 т/ч 1963, 1964 и 1964 года ввода в эксплуатацию соответственно;
- шесть паровых турбин:
  - № 3 и № 4 — ПТ-30-90/10 1953 года ввода в эксплуатацию;
  - № 7, № 9 и № 10 — ПТ-60-90/13 1958, 1963 и 1964 года ввода в эксплуатацию соответственно;
  - № 8 — Р-6-90/31 1959 года ввода в эксплуатацию;
- один водогрейный котёл типа ПТВМ-180 производительностью 180 Гкал/ч 1982 года ввода в эксплуатацию.

Оборудование, установленное на станции устарело. Паровые турбины, входящие в состав турбоагрегатов № 3 и № 4, выпущены в 1951 году их технические характеристики не соответствуют минимальным требованиям ОАО «СО ЕЭС», необходимым для участия в конкурентном отборе на рынке мощности.

## Директора
- Абрамов Г. И. — с 1959 г.
- Попов В. М. — с 1953 г.
- Илларионов М. И. — с 1967 г.
- Коженов Г. М. — с 1978 г.
- Коровкин А. Н. — с 1982 г.
- Каманин В. А. — с 1986 г.
- Коробков В. В. — с 2001 г.
- Морозов С. А. — с 2013 г.
- Калякин А. А. — с 2018 г.
- Черкасов С.М.- с 2021г.